# Copa del Mundo de Rally de 2 Litros
La Copa del Mundo de Rally de 2 Litros (FIA 2-Litre World Rally Cup for Manufacturers, Copa del Mundo de Rally para Constructores de la FIA, en inglés) fue un campeonato de rally paralelo al Campeonato del Mundo de Rally que se disputó entre 1993 y 1999. Sólo fue puntuable para las marcas que compitiesen con vehículos de dos ruedas motrices y motor 2 litros, los conocidos como F2.
Seat Sport se hizo con tres títulos de las siete temporadas con el Seat Ibiza Kit Car.

## Pruebas
| - Grecia (1994-1995) - Argentina (1995-1996) - Australia (1994, 1996) - Cataluña (1994, 1996) - Córcega (1995-1996) - Finlandia (1994-1995) - Gran Bretaña (1994, 1996) | - Montecarlo (1995-1996) - Nueva Zelanda (1995-1996) - Portugal (1994-1996) - Safari (1995) - San Remo (1994-1995) - Suecia (1994-1995) |

## Palmarés
| Año  | Piloto                       |
| ---- | ---------------------------- |
| 1993 | General Motors Europe / Opel |
| 1994 | Škoda                        |
| 1995 | Peugeot                      |
| 1996 | SEAT                         |
| 1997 | SEAT                         |
| 1998 | SEAT                         |
| 1999 | Renault                      |

## Temporada 1993
El primer en celebrarse fue en 1993 y recibió el nombre de FIA Cup for Manufacturers of Touring Cars (2-Litre) (en inglés: Copa FIA de Constructores para Turismos (2 litros)), siendo todas las pruebas del calendario puntuables para el certamen. Un total de quince marcas se implicaron, incluso algunas con poca o ninguna tradición en el mundial de rally como Lada, Daihatsu o Wartburg.

### Clasificación
| N.º | Equipo                | Puntos |
| --- | --------------------- | ------ |
| 1   | General Motors Europe | 74     |
| 2   | Škoda                 | 54     |
| 3   | Peugeot               | 38     |
| 4   | Citroën               | 26     |
| 5   | Lada                  | 23     |
| 6   | Renault               | 19     |
| 7   | Toyota                | 15     |
| 8   | Renault Argentina     | 10     |
| 9   | Fiat Argentina        | 8      |
| 10  | Volkswagen            | 4      |
| 10  | Saab                  | 4      |
| 12  | Nissan                | 2      |
| 12  | SEAT                  | 2      |
| 14  | Daihatsu              | 1      |
| 14  | Wartburg              | 1      |

## Temporada 1994
En 1994 se redujo el calendario a ocho pruebas. La FIA impuso un calendario rotativo de tres años, por lo que pruebas habituales del campeonato del mundo se salieron del calendario y solo fueron puntuables para el mundial de 2 litros. Esto supuso que pruebas como el Montecarlo y Gran Bretaña -en 1996- no estuvieran presentes en el calendario por primera vez desde su entrada en 1973. En el primer año Suecia, Australia y Cataluña fueron las primeras en caer y solo fueron puntuables para este certamen. Ese año diez marcas participaron en el campeonato, con Škoda como ganadora que se impuso sobre Nissan, que fue segunda, por solo tres puntos de diferencia.

### Calendario
| N.º | Fecha               | Rally                 | Info       |
| --- | ------------------- | --------------------- | ---------- |
| 1   | 4-6 de febrero      | Rally de Suecia       | Resultados |
| 2   | 1-4 de marzo        | Rally de Portugal     | Resultados |
| 3   | 29-31 de mayo       | Rally Acrópolis       | Resultados |
| 4   | 26-28 de agosto     | Rally de Finlandia    | Resultados |
| 5   | 16-19 de septiembre | Rally de Australia    | Resultados |
| 1   | 9-12 de octubre     | Rally de San Remo     | Resultados |
| 6   | 2-4 de noviembre    | Rally Cataluña        | Resultados |
| 7   | 20-23 de noviembre  | Rally de Gran Bretaña | Resultados |

### Clasificación
| N.º | Equipo     | Puntos |
| --- | ---------- | ------ |
| 1   | Peugeot    | 43     |
| 2   | Opel       | 40     |
| 3   | Ford       | 33     |
| 4   | Renault    | 32     |
| 5   | Skoda      | 18     |
| 6   | Hyundai    | 10     |
| 7   | Volkswagen | 10     |
| 8   | Mitsubishi | 10     |
| 9   | SEAT       | 8      |
| 10  | Citroën    | 7      |

## Temporada 1995
En 1995 y continuando con el calendario rotativo, las pruebas que se cayeron de mundial fueron el Safari, Acrópolis, Argentina, Finlandia y San Remo, con la paradoja de que el calendario del mundial 2 litros pasaba a tener más pruebas, con diez, que mundial, con ocho. Ese año siguió contando con varias marcas implicadas aunque algunas de ellas no entrarían en la clasificación final. La ganadora fue Peugeot.

### Calendario
| N.º | Fecha            | Rally                  | Info       |
| --- | ---------------- | ---------------------- | ---------- |
| 1   | 22-26 de enero   | Rally de Montecarlo    | Resultados |
| 2   | 10-12 de febrero | Rally de Suecia        | Resultados |
| 3   | 8-10 de marzo    | Rally de Portugal      | Resultados |
| 4   | 14-17 de abril   | Rally Safari           | Resultados |
| 5   | 3-5 de mayo      | Rally de Córcega       | Resultados |
| 6   | 28-31 de mayo    | Rally Acrópolis        | Resultados |
| 7   | 7-9 de julio     | Rally de Argentina     | Resultados |
| 8   | 27-30 de julio   | Rally de Nueva Zelanda | Resultados |
| 9   | 25-27 de agosto  | Rally de Finlandia     | Resultados |
| 10  | 8-11 de octubre  | Rally de San Remo      | Resultados |

### Clasificación
| N.º | Equipo            | Puntos |
| --- | ----------------- | ------ |
| 1   | Peugeot           | 257    |
| 2   | Renault           | 227    |
| 3   | Škoda             | 174    |
| 4   | Suzuki            | 75     |
| 5   | Toyota            | 63     |
| 6   | Renault Argentina | 45     |
| 7   | Daewoo            | 35     |
| 7   | Honda             | 35     |

## Temporada 1996

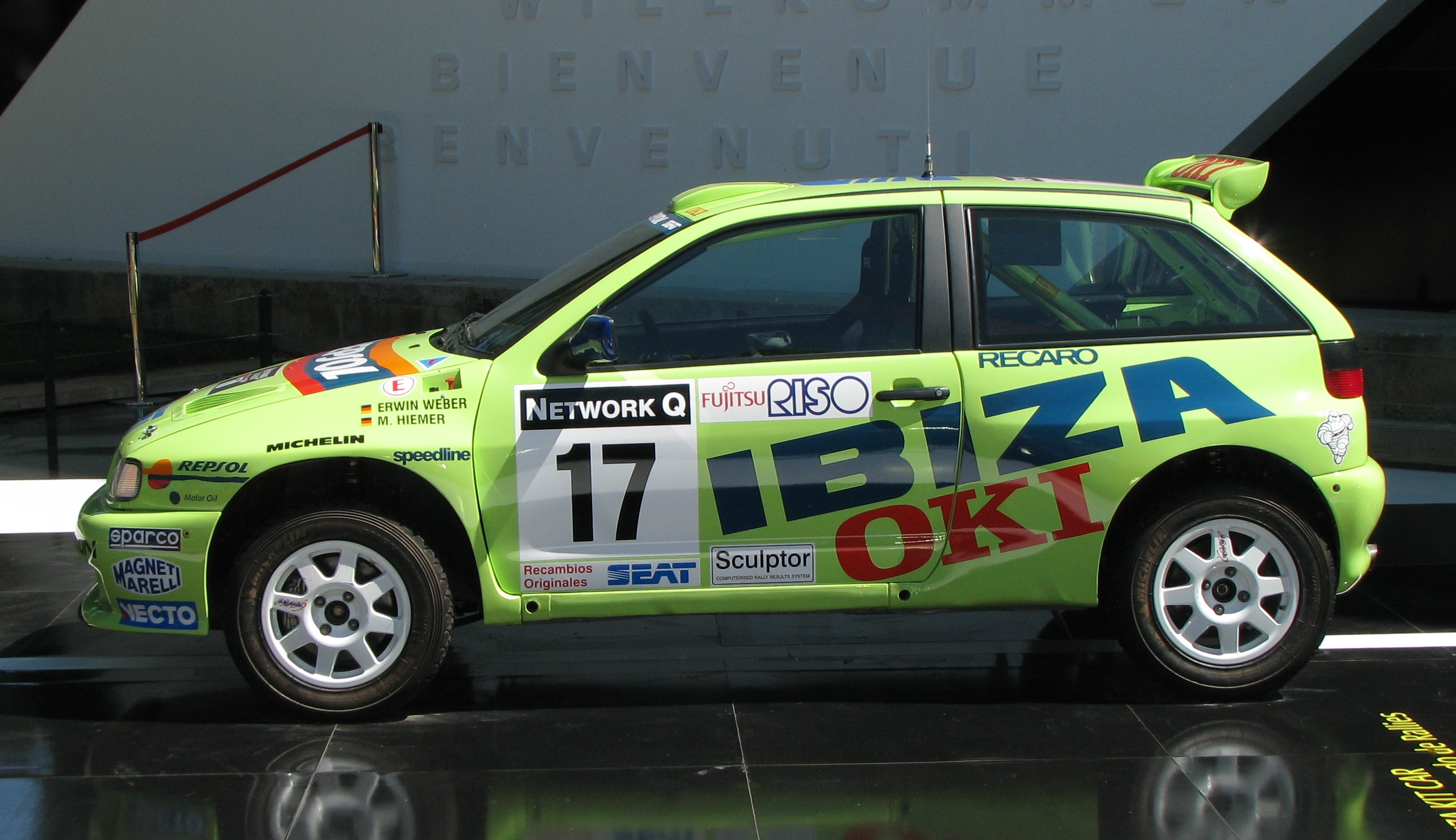
SEAT ganó los títulos de 1996, 1997 y 1998 con el Seat Ibiza Kit Car.

En 1996 el calendario contó con ocho pruebas. El Montecarlo, Portugal, Córcega, Nueva Zelanda y Gran Bretaña fueron las pruebas que solo puntuaron para el certamen de 2 litros. Ese año contó hasta con veinte marcas implicadas siendo SEAT la ganadora que logró el primer de sus tres títulos que lograría en el campeonato.

### Calendario
| N.º | Fecha               | Rally                  | Info       |
| --- | ------------------- | ---------------------- | ---------- |
| 1   | 20-25 de enero      | Rally de Montecarlo    | Resultados |
| 2   | 6-8 de marzo        | Rally de Portugal      | Resultados |
| 3   | 29-1 de mayo        | Rally de Córcega       | Resultados |
| 4   | 4-6 de julio        | Rally de Argentina     | Resultados |
| 5   | 27-30 de julio      | Rally de Nueva Zelanda | Resultados |
| 6   | 13-16 de septiembre | Rally de Australia     | Resultados |
| 7   | 4-6 de noviembre    | Rally Cataluña         | Resultados |
| 8   | 23-25 de noviembre  | Rally de Gran Bretaña  | Resultados |

### Clasificación
| N.º | Equipo                | Puntos |
| --- | --------------------- | ------ |
| 1   | Peugeot               | 274    |
| 2   | Renault               | 265    |
| 3   | Skoda                 | 264    |
| 4   | Seat                  | 168    |
| 5   | General Motors Europe | 103    |
| 6   | Suzuki                | 52     |
| 7   | Hyundai               | 52     |
| 8   | Daihatsu              | 50     |
| 9   | Honda                 | 43     |
| 10  | Nissan                | 42     |

### Vencedores pruebas
| # | Prueba        | Piloto            | Vehículo              |
| - | ------------- | ----------------- | --------------------- |
| 1 | Montecarlo    | François Delecour | Peugeot 306 Maxi      |
| 2 | Portugal      | Jesús Puras       | SEAT Ibiza GTi 16V    |
| 3 | Córcega       | Philippe Bugalski | Renault Mégane Maxi   |
| 4 | Argentina     | Gabriel Raies     | Renault Clio Williams |
| 5 | Nueva Zelanda | Emil Triner       | Škoda Felicia Kit Car |
| 6 | Australia     | Pavel Sibera      | Škoda Felicia Kit Car |
| 7 | Cataluña      | Oriol Gómez       | Renault Mégane Maxi   |
| 8 | Gran Bretaña  | Stig Blomqvist    | Škoda Felicia Kit Car |

## Temporada 1997

### Clasificación
| N.º         | Equipo  | Puntos |
| ----------- | ------- | ------ |
| 1           | Peugeot | 114    |
| 2           | Skoda   | 44     |
| 3           | Renault | 39     |
| 4           | Seat    | 33     |
| Referencias |         |        |

## Temporada 1998

### Clasificación
| N.º         | Equipo     | Puntos |
| ----------- | ---------- | ------ |
| 1           | Peugeot    | 87     |
| 2           | Hyundai    | 69     |
| 3           | Volkswagen | 69     |
| 4           | Renault    | 26     |
| 5           | SEAT       | 17     |
| Referencias |            |        |

## Temporada 1999

### Clasificación
| N.º         | Equipo     | Puntos |
| ----------- | ---------- | ------ |
| 1           | Renault    | 102    |
| 2           | Hyundai    | 95     |
| NC          | Volkswagen | 25     |
| Referencias |            |        |